# Xiangcheng (Garzê)
Xiangcheng (en tibetano: ཕྱག་ཕྲེང, wylie: phyag phreng, ZWPY: Qagchêng ; en chino, 乡城; pinyin, Xiāngchéng)  es un condado bajo la administración directa de la Prefectura Garze. Se ubica al oeste de la provincia de Sichuan, en el corazón geográfico de la República Popular China. Su área es de 4941 km² y su población total para 2010 superó los 33 mil habitantes,

## Administración
El condado de Xiangcheng se divide en 10 pueblos que se administran en 3 poblados y 7 villas.

## Toponimia
Xiangcheng, llamada así por su topografía, es la transliteración china del nombre tibetano "Qagchêng " que significa "el rosario en la mano". El nombre proviene del río Shuoqu (硕曲河), que corre de norte a sur, conectando los pueblos a ambas orillas del río como un hilo de seda, como un rosario budista.

## Clima
El clima de Xiangcheng se caracteriza por ser un clima de montaña típico de las regiones tibetanas, con influencias del monzón y grandes variaciones de temperatura entre el día y la noche.
El invierno (diciembre-febrero) es frío y seco, con temperaturas que pueden descender por debajo de los 0 °C, especialmente por la noche. El verano (junio-agosto) es templado con temperaturas que oscilan entre 15 y 25 °C en el día. La mayor parte de la lluvia cae durante los meses de mayo a septiembre con la temporada del monzón.
| Parámetros climáticos promedio de Xiangcheng (1981−2010) | Parámetros climáticos promedio de Xiangcheng (1981−2010) | Parámetros climáticos promedio de Xiangcheng (1981−2010) | Parámetros climáticos promedio de Xiangcheng (1981−2010) | Parámetros climáticos promedio de Xiangcheng (1981−2010) | Parámetros climáticos promedio de Xiangcheng (1981−2010) | Parámetros climáticos promedio de Xiangcheng (1981−2010) | Parámetros climáticos promedio de Xiangcheng (1981−2010) | Parámetros climáticos promedio de Xiangcheng (1981−2010) | Parámetros climáticos promedio de Xiangcheng (1981−2010) | Parámetros climáticos promedio de Xiangcheng (1981−2010) | Parámetros climáticos promedio de Xiangcheng (1981−2010) | Parámetros climáticos promedio de Xiangcheng (1981−2010) | Parámetros climáticos promedio de Xiangcheng (1981−2010) |
| Mes                                                      | Ene.                                                     | Feb.                                                     | Mar.                                                     | Abr.                                                     | May.                                                     | Jun.                                                     | Jul.                                                     | Ago.                                                     | Sep.                                                     | Oct.                                                     | Nov.                                                     | Dic.                                                     | Anual                                                    |
| -------------------------------------------------------- | -------------------------------------------------------- | -------------------------------------------------------- | -------------------------------------------------------- | -------------------------------------------------------- | -------------------------------------------------------- | -------------------------------------------------------- | -------------------------------------------------------- | -------------------------------------------------------- | -------------------------------------------------------- | -------------------------------------------------------- | -------------------------------------------------------- | -------------------------------------------------------- | -------------------------------------------------------- |
| Temp. máx. abs. (°C)                                     | 22.0                                                     | 22.7                                                     | 27.4                                                     | 29.7                                                     | 30.5                                                     | 32.5                                                     | 34.4                                                     | 31.8                                                     | 31.0                                                     | 27.3                                                     | 23.5                                                     | 20.6                                                     | '                                                        |
| Temp. máx. media (°C)                                    | 12.0                                                     | 13.4                                                     | 16.2                                                     | 19.0                                                     | 22.9                                                     | 25.5                                                     | 24.5                                                     | 23.5                                                     | 22.3                                                     | 20.0                                                     | 15.9                                                     | 12.7                                                     | 19                                                       |
| Temp. media (°C)                                         | 2.5                                                      | 4.7                                                      | 7.8                                                      | 11.1                                                     | 15.3                                                     | 18.3                                                     | 17.7                                                     | 16.8                                                     | 15.2                                                     | 11.6                                                     | 6.4                                                      | 2.7                                                      | 10.8                                                     |
| Temp. mín. media (°C)                                    | -5.4                                                     | -3.3                                                     | 0.3                                                      | 3.8                                                      | 8.0                                                      | 12.0                                                     | 13.0                                                     | 12.3                                                     | 10.2                                                     | 4.8                                                      | -1.1                                                     | -4.9                                                     | 4.1                                                      |
| Temp. mín. abs. (°C)                                     | -14.4                                                    | -11.3                                                    | -6.3                                                     | -3.5                                                     | -1.0                                                     | 3.6                                                      | 5.1                                                      | 5.6                                                      | 1.9                                                      | -3.5                                                     | -8.3                                                     | -13.3                                                    | '                                                        |
| Precipitación total (mm)                                 | 1.2                                                      | 1.4                                                      | 5.8                                                      | 11.0                                                     | 25.3                                                     | 66.2                                                     | 156.0                                                    | 127.2                                                    | 66.7                                                     | 18.4                                                     | 3.2                                                      | 0.8                                                      | 483.2                                                    |
| Humedad relativa (%)                                     | 33                                                       | 35                                                       | 40                                                       | 45                                                       | 48                                                       | 57                                                       | 71                                                       | 73                                                       | 70                                                       | 58                                                       | 44                                                       | 36                                                       | 50.8                                                     |
| Fuente: China Meteorological Data Service Center         |                                                          |                                                          |                                                          |                                                          |                                                          |                                                          |                                                          |                                                          |                                                          |                                                          |                                                          |                                                          |                                                          |